# Alex Deibold
Alex Deibold (Branford, 8 de mayo de 1986) es un deportista estadounidense que compite en snowboard, especialista en la prueba de campo a través.
Participó en los Juegos Olímpicos de Sochi 2014, obteniendo la medalla de bronce en el campo a través.

## Medallero internacional
| Juegos Olímpicos | Juegos Olímpicos | Juegos Olímpicos  | Juegos Olímpicos |
| Año              | Lugar            | Medalla           | Competición      |
| ---------------- | ---------------- | ----------------- | ---------------- |
| 2014             | Sochi (Rusia)    | Medalla de bronce | Campo a través   |